# ハートキー
ハートキー（英: Hartke）は、アメリカのエレクトリックベース・エレクトリックギター・キーボード用アンプの製造会社である。ただし、2021年現在は、ベース用アンプの製造に特化している。機材のスピーカーコーン素材に、アルミニウムを使用しているのが特徴。

## ハートキーの著名な使用ユーザー
- ジャコ・パストリアス（ウェザー・リポート）
- ビリー・シーン（MR. BIG）
- ネイザン・ワッツ（Stevie Wonder）
- ヴィクター・ウッテン
- ジャック・ブルース（ex.Cream）
- 青木智仁
- 須藤満